# Xanthosoma contractum
Xanthosoma contractum är en kallaväxtart som beskrevs av George Sydney Bunting. Xanthosoma contractum ingår i släktet Xanthosoma och familjen kallaväxter. Inga underarter finns listade.